# Ліппоман Ян
Ліппоман (Ліпоман) Ян (пол. Lippoman Jan; 1758—1832) — польський мемуарист і письменник, хорунжий Чигиринського повіту, «обиватель» Київської губернії, наочний свідок Коліївщини 1768 року, хоч був тоді малою дитиною.

## Біографічні відомості
Автор кількох праць. Зокрема, видав у Варшаві в 1829 р. двохтомний твір письменника античності Йосипа Флавія з історії Ізраїлю та юдеїв, а в 1832 р. у Бердичеві — книгу про власні археологічні спостереження і міркування над похованнями, поселеннями стародавніх людей, укріпленими городищами, змійовими валами («Zastanowienie się nad mogiłami pustemi, siedliskami i zamczyskami okopanemi, żmijowemi wałami»). Також є автором віршів про парк "Олександрія" в Білій Церкві.
Основний його твір «Bunt hajdamaków na Ukrainie w 1768 г.» займає важливе місце у джерельній базі для вивчення Коліївщини. Однак цей твір, як джерело, має відносне значення, бо його автор використовував інформацію з других рук. Як зазначив польський історик Генрик Мосьціцький в публікації твору Ліппомана в 1907 р. він «спирається переважно на описи різні дочки Младановича, губернатора Умані, Вероніки Кребс, а також на рукопис Тучапського з р. 1788… Із копії, що знаходиться в Архіві Ординації Красінських, переконуємось, що Ліппоман закінчив свою працю в 1830 р., присвячуючи її Каєтанові Проскурі, голові (предсіднику) київського суду і його дружині Терезі. Порівняне з публікацією Рачиньського виявило дрібні відмінності».
Твір Ліппомана «Бунт гайдамаків…» був опублікований незабаром після його написання — у Вільно у 1842 р.:
- Lippoman J. Bunt Żeleźniaka і Gonty 1768 roku, w Ukrainie wówczas Polskiej, wynikły i krwawe jego skutki / Przez b(yłego) C(horążego) P(owiatu) Cz(ehryńskiego) O(bywatela) G(ubernii) K(ijowskiej) 1830 roku / Ogłosił Al.K.Groza. — Wilno, 1842. — S. 195—262.

Була ще журнальна публікація в журналі «Приятель народу» у Лєшно в 1842—1843 рр.:
- Lippoman J. Rzeź Humańska. Bunt Żeleźniaka i Gonty 1768 roku // Przyjaciel ludu. — 1842. — T. 1. — № 11 — 13, 15, 17 — 18, 20 — 22; 1843. — T. 2. — № 29 — 30.

Пізніше двічі видав цей твір Едвард Рачиньський в Познані в 1854 р.:
- Bunt Haydamaków na Ukrainie г. 1768, opisany przez Lippomana i dwóch bezimiennych // Obraz Polaków i Polski w XVIII wieku… / Wydany… przez Edwarda Raczyńskiego. — Poznań, 1854. — T. XV.
- Lippoman J. Bunt hajdamaków na Ukrainie r. 1768, opisany przez Lippomana i dwóch bezimiennych / Wydane z rękopisma przez E.Raczyńskiego. — Wydanie powtórne, dosłowne z pierwszej edycji przedrukowane. — Poznań, 1854.

На початку XX ст. здійснене видання:
- Lippoman Jan. Bunt haidamaków r. 1768 // Z dziejów hajdamaczyzny / Z przedmową Henryka Mościckiego. — Warszawa, 1907. — S. 35 — 86.